# Joseph Robbone
Joseph Robbone (Vercelli, 16 giugno 1916 – Vercelli, 23 aprile 1985) è stato un compositore e produttore teatrale italiano.
Si è laureato in economia e commercio all'Università di Torino e ha ottenuto un diploma in  pianoforte, composizione e direzione d'orchestra al Conservatorio di Torino, avendo avuto come maestri Franco Alfano, Giorgio Federico Ghedini e Alfredo Casella. Dal 1938 al 1949 ha insegnato matematica nelle scuole secondarie. Ha partecipato alla seconda guerra mondiale come ufficiale di cavalleria sul fronte francese.
Nel 1950 ha fondato il Concorso internazionale di musica G.B. Viotti; in seguito fonda a Vercelli il Liceo musicale ‘G. B. Viotti’, il ‘Viotti d’oro’, il Festival Viottiano, i corsi di alto perfezionamento, le Vacanze musicali.
Nei primi anni '50 ha pubblicato alcuni lavori per pianoforte, tra cui la Jim Crow Suite, la Danza del Falco (una sonata per pianoforte e violino), un trio per violino, violoncello e pianoforte e molte composizioni per coro; diverse sue musiche vennero eseguite in quegli anni anche alla RAI.
Ha collaborato alla realizzazione delle stagioni liriche al Teatro civico di Vercelli e, alla fine degli anni ’60, ha prodotto la collana discografica “Le Grandi Opere Liriche” con l’editore Fratelli Fabbri di Milano, la prima a essere distribuita nelle edicole, che ottenne un grande successo.

## Riconoscimenti
- Nel 1985 ha ricevuto il premio "Vercellese dell'anno" dal Comune di Vercelli.
- Nel 2006 gli è stato intitolato il Salone Dugentesco dell'ex Ospedale Maggiore di Vercelli, che ha ospitato il Concorso Viotti per diversi anni.